# Trumpf
Trumpf – niemieckie przedsiębiorstwo z główną siedzibą w Ditzingen koło Stuttgartu założone przez Christiana Trumpfa w 1923 roku.
Przedsiębiorstwo posiada na świecie 56 oddziałów, w tym w Europie, Ameryce Północnej i Południowej oraz w Azji. Oddziały produkcyjne zlokalizowane są w: Niemczech, Austrii, Chinach, Czechach, Francji, Wielkiej Brytanii, Indiach, Japonii, Meksyku, Polsce, Singapurze, Szwajcarii i w USA.
TRUMPF jest producentem narzędzi do przetwarzania metalu i jego obróbki laserowej. W skład holdingu wchodzą trzy oddziały zajmujące się: obróbką metali, techniką laserową/produkcją aparatury elektronicznej. Do roku 2014 także produkcją aparatury medycznej. W roku 2014 część związana z produkcją aparatury medycznej została przejęta przez koncern Hillrom. Kluczową dla przedsiębiorstwa dziedziną są narzędzia do wycinania, kształtowania, laserowego cięcia i wyginania blach.

## TRUMPF Huettinger
TRUMPF Huettinger to spółka należąca do grupy TRUMPF zajmująca się projektowaniem i produkcją elektroniki na potrzeby maszyn i narzędzi do wycinania, kształtowania i wyginania blach oraz cięcia laserowego produkowanych wewnętrznie przez TRUMPF, a także na potrzeby firm zajmujących się nakładaniem plazmowym cienkich powłok na różnych powierzchniach. Urządzenia zasilające procesy plazmowe, które produkuje TRUMPF Huettinger, znajdują zastosowanie przy produkcji:
- ogniw fotowoltaicznych;
- płaskich wyświetlaczy TV oraz urządzeń przenośnych (tablety, smartfony);
- szkła ozdobnego i architektonicznego;
- półprzewodników;
- hartowania i ozdabiania metali;
- elementów oświetlenia samochodów (reflektory LED);
- biżuterii, odzieży funkcyjnej (np. nieprzemakalnej), implantów;

## TRUMPF Huettinger w Polsce
W Polsce TRUMPF Huettinger posiada 5 lokalizacji (Zielonka, Marki, Warszawa-Białołęka, Warszawa-Targówek i Kobyłka) na które składa się 7 budynków. Polski oddział istnieje od 2007 roku po połączeniu niemieckiej spółki Huettinger i polskiej spółki AC Sp. z o.o.. Aktualnie TRUMPF Huettinger w Polsce liczy ponad 1600 pracowników. W Polsce TRUMPF produkuje szafy sterownicze, elektronikę i urządzenia zasilające generatory plazmowe. W Zielonce mieści się również Centrum Badawczo-Rozwojowe liczące niemal 300 pracowników, gdzie opracowywane i testowane są rozwiązania zanim trafią do produkcji masowej.
TRUMPF Huettinger w Polsce został wyróżniony przez magazyn Forbes nagrodą Diamenty Forbesa w 2020, 2021 i 2022 roku.
W 2021 roku firma znalazła się na 2 miejscu w rankingu dziennika Rzeczpospolita najbardziej dynamicznych eksporterów działających w Polsce.
W grudniu 2022 roku firma ogłosiła, że w 2021 r. jej przychody ze sprzedaży eksportowej przekroczyły 770 mln PLN i stanowiły 100% wszystkich przychodów ze sprzedaży – na koniec roku obrachunkowego spółka odnotowała kwotę 833 mln PLN. Zapowiedziano również nowe inwestycje w fabrykę podzespołów elektronicznych, w tym montażu obwodów drukowanych oraz szaf sterowniczych, o powierzchni około 25 tys. m², która powstanie na terenie Warszawy. Całkowita powierzchnia produkcyjna zakładów TRUMPF Huettinger Polska ma osiągnąć wówczas 55 tys. m²
W roku rozliczeniowym 2022/2023 firma osiągnęła w Polsce 315 mln euro przychodów ze sprzedaży oraz otworzyła nowy oddział na warszawskiej Białołęce, gdzie zamontowane są linie automatyczne do produkcji elektroniki.